# Arte carolingia

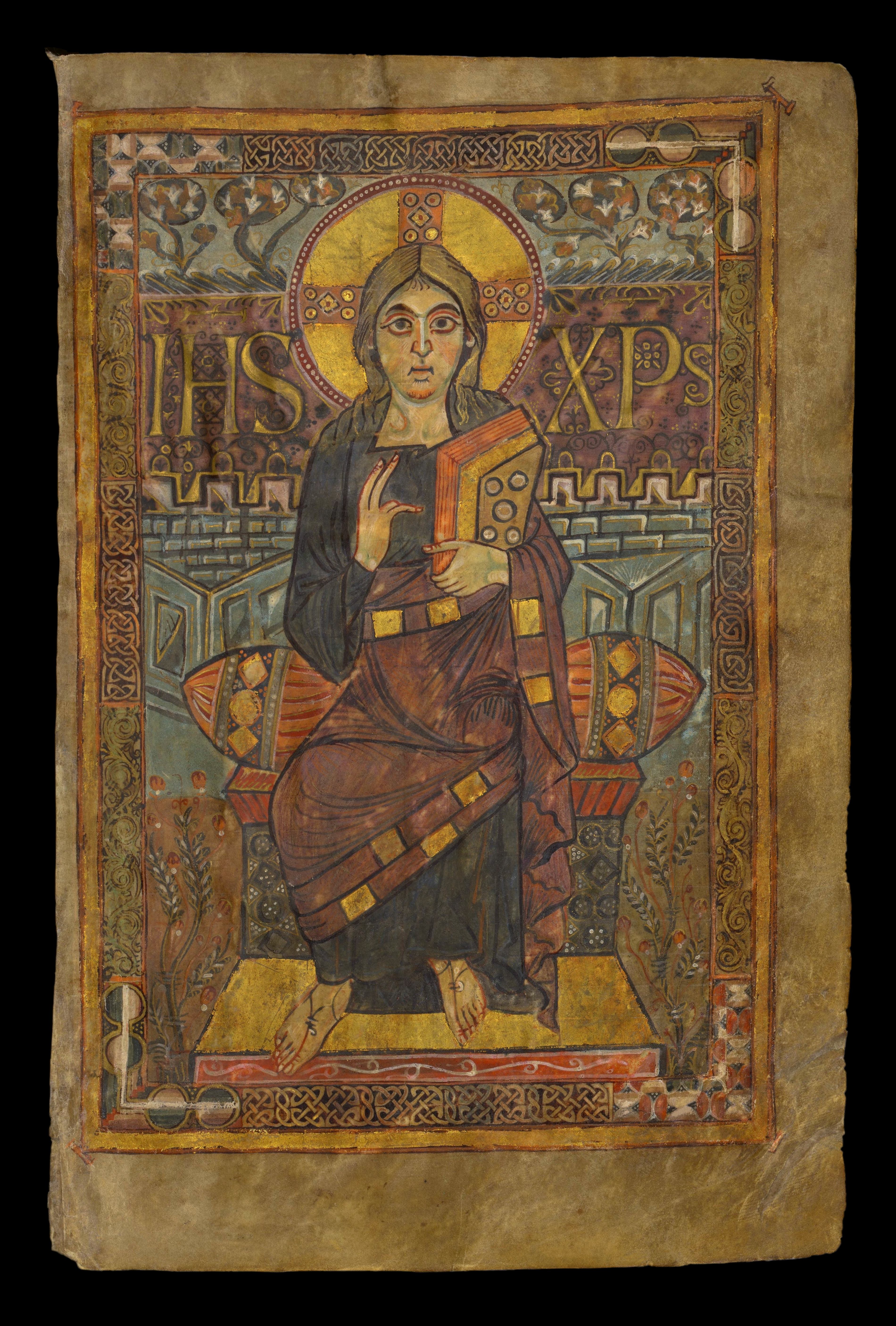
Evangeliario di Godescalco, Cristo in maestà, tra il 781 e il 783 circa (Parigi, BnF, NAL 1203, f. 3 recto)

L'arte carolingia comprende il periodo dall'VIII al IX secolo, quando si affermò la dinastia dei Pipinidi (da Pipino di Landen), chiamata carolingia a partire da Pipino il Breve, primo re di Francia, in onore del padre Carlo Martello.
Il processo di evoluzione storiografica che ha condotto a riconoscere l'Arte carolingia un fenomeno storico-artistico circoscrivibile non è stato privo di controversie. Cronologicamente collocata entro l'Alto Medioevo, l'Arte carolingia è la prima cultura pienamente sviluppata comune a tutta l'area europea e quindi l'evento più importante tra il declino dell'Arte tardoantica e il Romanico. Nella valutazione complessiva dell'arte altomedievale, oscillante dal punto di vista concettuale e storico, all'Arte carolingia è stato riconosciuto in misura crescente un carattere precipuo e un suo proprio valore.

## Contesto culturale:renovatio

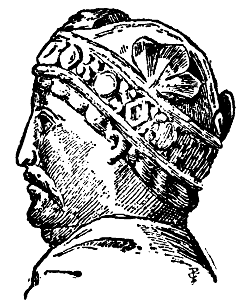
Possibile profilo di Carlo Magno, ripreso dalla statuetta equestre in bronzo fatta fondere nell'860-870 circa ispirandosi alla statua di Teodorico portata da Ravenna ad Aquisgrana.

Sin dall'epoca si usò il termine renovatio per indicare la "rinascita" politica e culturale dell'Impero, sorto dall'unione di aree geografiche e gruppi etnici ormai molto diversi tra loro. La renovatio fu anche una spinta alla coesione, come stimolo verso la creazione di un patrimonio culturale comune.
L'arte carolingia, come tutta la cultura al tempo di Carlo Magno e dei suoi successori, è profondamente legata a tre fattori: 
- La forte impronta data dalla religione;
- La legittimazione dell'Imperium attraverso la ripresa di elementi tipici della classicità romana.
- La necessità di resuscitare un linguaggio artistico figurativo e narrativo, quello del mondo greco-romano, che sostituisse l'Arte barbarica, praticata anche dai Franchi, sostanzialmente aniconica o tendente ad un forte astrattismo, quindi inadatta alle nuove esigenze propagandistiche ed educative della dinastia carolingia.

Ispirandosi all'epoca dell'Impero Romano cristianizzato di Costantino I, si cercò di sottolineare il collegamento con la Chiesa di Roma per vari motivi, tra i quali non vanno trascurati la diffusione capillare del cattolicesimo in Europa, che poteva fare da veicolo per le riforme amministrative e istituzionali dell'Imperatore, e il collegamento diretto tra Papato e cultura antica, che poté legittimare l'Impero senza passare da Bisanzio, quindi senza generare conflitti e sovrapposizione di potere con il basileus.

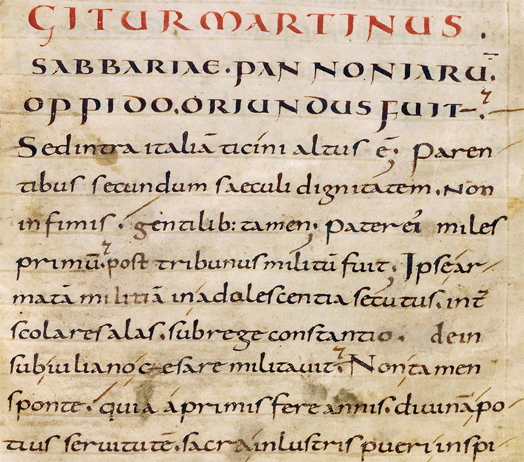
Pagina di manoscritto in minuscola carolina.

Oltre al papato, un altro grande alleato dei Carolingi fu l'ordine benedettino, che fu promosso tramite la fondazione di decine e decine di abbazie, mentre a corte confluivano i chierici più colti del mondo cristiano. Tra questi Eginardo, Alcuino di York, Paolo Diacono, Pietro da Pisa, Benedetto di Aniane, Oddone da Metz e vari abati; tutti collaborarono a quella che gli storici chiamano Rinascenza carolingia.
I monasteri fecero anche da centri propulsori della nuova cultura tramite l'istruzione.
Si riorganizzò l'economia, coniando tra l'altro monete col profilo imperiale come nell'epoca tardo-antica, si rimodellò la grafia usata nella scrittura (la minuscola carolina) e si raggiunsero una serie di obiettivi culturali e artistici attraverso una sistematica e consapevole restaurazione di modelli antichi.
Non fu però un recupero integrale e purista, anzi si fecero proprie tutte quelle realtà regionali nel frattempo fiorite in Europa, che ormai avevano trasformato ed arricchito di nuove esperienze il retaggio romano: la tradizione cristiana irlandese ed anglosassone, la cultura ellenizzata dei territori mediterranei, la cultura longobarda, oltre a tutta quella serie di nuovo influssi esterni come quello arabo e persiano.

## Caratteri generali
Comune a tutta l'arte altomedievale ma concettualmente molto più importante fu in epoca carolingia il reimpiego di materiale artistico antico-romano e paleocristiano. Su tutte, esemplificativa la storia della statua equestre di Teodorico il Grande, al tempo ritenuta raffigurare Costantino I, che Carlo Magno fece traslare da Ravenna e collocare presso il proprio palazzo di Aquisgrana per emulare la Statua equestre di Marco Aurelio che a Roma ornava il Palazzo del Laterano, sede del Papa.

## Architettura
Carlo Magno, come ci tramanda il sovrintendente alle fabbriche imperiali Eginardo, dispose di grandi risorse economiche per una febbrile attività edilizia, che aveva due scopi principali: 
- Uso pratico, per gli usi della corte dell'amministrazione statale;
- Uso rappresentativo, per mostrare la dignità imperiale ai sudditi.

Per la prima volta dall'epoca paleocristiana si poterono iniziare edifici di dimensioni monumentali e fabbriche grandiose: in quarantasei anni di regno di Carlo vennero iniziati, e in gran parte completati, qualcosa come 75 palazzi, sette cattedrali e ben 232 monasteri. I modelli diretti di queste opere furono quindi i monumenti dell'epoca di Costantino I, adattati alle nuove esigenze ed alla nuova spiritualità monastica.

### Aquisgrana: il cuore dell'Impero

Possibile ricostruzione del palazzo di Carlo Magno ad Aquisgrana.

Le peculiarità dell'architettura carolingia si manifestano pienamente nel complesso palaziale di Aquisgrana (una delle capitali favorite di Carlo Magno per la presenza delle terme) di cui facevano parte il Palazzo reale, ispirato al Palazzo del Laterano, con l'aula di rappresentanza absidata e coperta di mosaici, similmente al Triclinio lateranense, e ornato, come anticipato, della statua equestre di Teodorico.
Direttamente collegata all'aula di rappresentanza vi era la Cappella palatina, realizzata da Oddone da Metz, impreziosita da materiali di spoglio provenienti da Roma e Ravenna, la cui planimetria (a pianta centrale ottagonale con deambulatorio esadecagonale, sormontata da una tribuna colonnata ad anello, riservata alla corte ed al trono dell'imperatore, e chiusa verticalmente da un tamburo finestrato con cupola) ricalca esempi di edifici paleocristiani (basilica di San Lorenzo (Milano), bizantini (San Vitale (Ravenna)) e longobardi (Chiesa di Santa Maria alle Pertiche a Pavia, che ispirò lo sviluppo in verticale del corpo centrale) modificandoli in una chiave più rigorosa.

### Westwerk

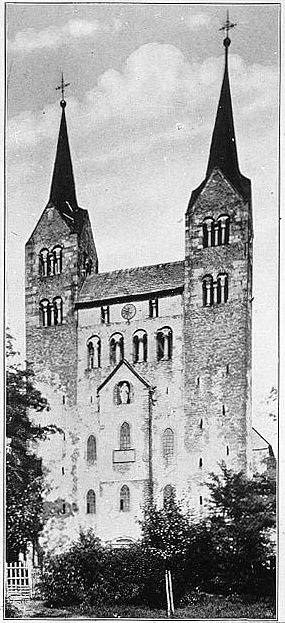
La Westwerk di Corvey

Una rivoluzione fu l'introduzione della Westwerk (letteralmente "corpo occidentale"), cioè un edificio a più piani collocato davanti all'ingresso della chiesa, dove per la prima volta si ebbe il problema di avere una facciata monumentale che fosse nel contempo autonoma e coerente col resto dell'edificio, una problematica finora ignorata nell'architettura antica e alto-medievale.
Nel Westwerk (del quale resta un esempio praticamente integro, risalente all'855-873 presso l'Abbazia di Corvey, nella Renania Settentrionale-Vestfalia) si trovava di solito un atrio coperto da volte dal quale si accedeva direttamente alle navate della chiesa; nei due piani superiori poteva trovarsi al centro una grande sala, dall'altezza doppia che li comprendeva entrambi e che era circondata da gallerie affacciate su di essa, dove si svolgevano la liturgia del Salvatore e le cerimonie con l'Imperatore (infatti vi era collocato il trono); nelle tribune si disponevano i monaci che intonavano inni sacri; inoltre vi venivano conservate le reliquie, che avevano un ruolo simbolico di protezione verso l'abbazia stessa.

### Nuovi monasteri

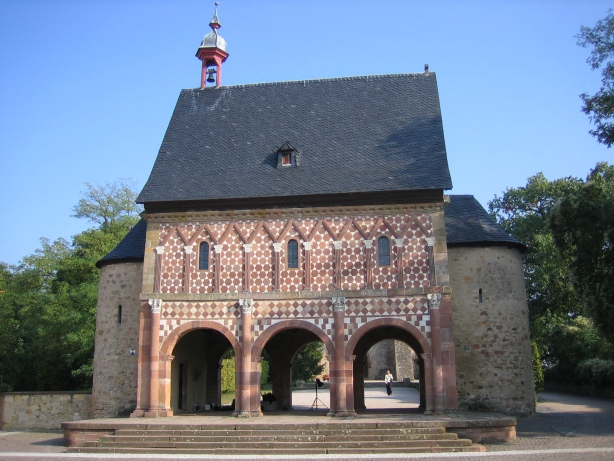
La Torhalle di Lorsch

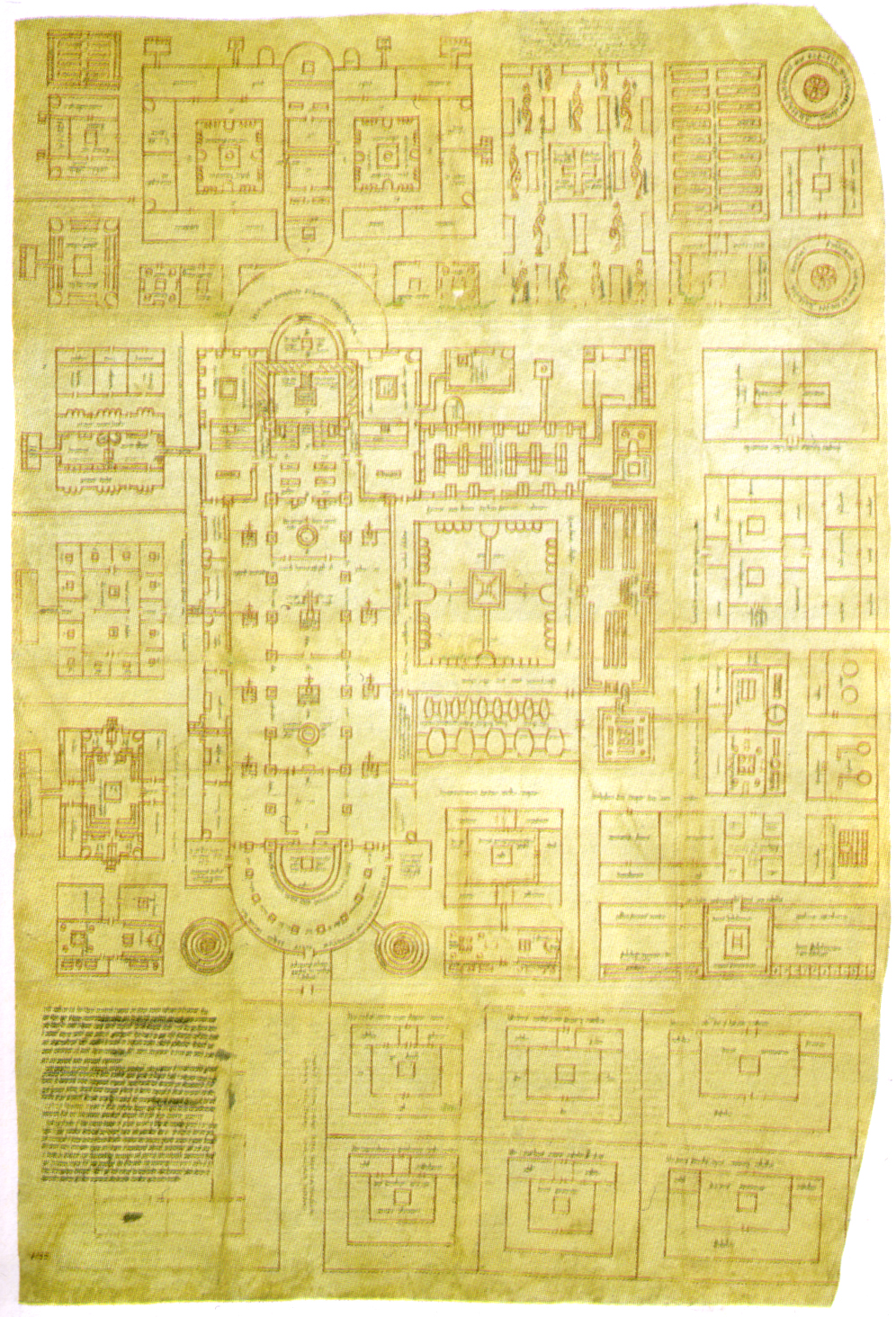
La pianta dell'Abbazia di San Gallo disegnata tra l'816 e l'830

Notevole e assai sviluppata l'architettura religiosa, che manifestò la grande spinta costruttiva propria della politica di Carlo Magno, il quale favorì la costruzione di numerose abbazie, per sancire la cristianizzazione e la definitiva conquista dei territori, rappresentando quindi centri di potere e di diffusione dell'ideologia imperiale. Gli abati stessi erano scelti direttamente dal sovrano.
Anche per i monasteri vennero ripresi ed aggiornati modelli romani: per esempio la chiesa dell'Abbazia di Fulda (iniziata nel 790 e particolarmente importante per la presenza delle reliquie del protomartire di Germania San Bonifacio) si ispirò alla basilica di San Pietro in Vaticano dell'epoca di Costantino; nella Torhalle (porta trionfale d'ingresso) dell'Abbazia di Lorsch (760-790) invece si prese come modello di base l'Arco di Costantino, con tre fornici divisi da semicolonne composite che emergono dalla muratura (in vivaci motivi geometrici rossi e bianchi), mentre al piano di superiore, dove si trovava una sala del trono che era decorata da affreschi con finte architetture), sopra una cornice marcapiano, paraste ioniche sorreggono una cornice a zig-zag.
Il punto di partenza quindi era sempre l'architettura classica, che anche se veniva profondamente reinterpretata, come a Lorsch, garantiva sempre una solenne monumentalità agli edifici.
L'Abbazia di San Gallo, della quale resta un originario progetto planimetrico databile tra l'816 e l'830 per l'abate Gozberto, è un ottimo esempio di come venivano organizzati razionalmente i complessi monastici: la chiesa abbaziale era il fulcro della vita monastica e nel caso di San Gallo possedeva due absidi contrapposte per esigenze liturgiche legate ad alcune reliquie ivi conservate. Gli edifici erano disposti tutt'intorno secondo una griglia regolare che ricorda la scacchiera delle città romane e che probabilmente venne usata anche da Carlo Magno per nuove città. Le celle dei monaci si trovavano a sud, in posizione più soleggiata, attorno al chiostro dove si affacciava il refettorio; a nord era presente la cella dell'abate e la scuola; tutt'attorno, allontanandosi dal nucleo della chiesa, si disponevano gli alloggi per pellegrini, l'ospedale, i magazzini e gli ambienti di lavoro e servizio, come in una vera e propria città monastica.
Altri esempi di importanti opere architettoniche sono la chiesa a pianta longitudinale sono San Silvestro a Goldbach, presso Überlingen (Sylvesterkapelle), le abbazie di Saint-Denis e di Ratisbona, la cripta di Saint-Germain d'Auxerre ad Auxerre, ecc...
Lo stesso Carlo Magno decise di costruire la cappella palatina(1129  D.C) l'edificio è a pianta ottagonale, nell'altare d'oro viene rappresentato il cristo:

### Italia settentrionale e centrale

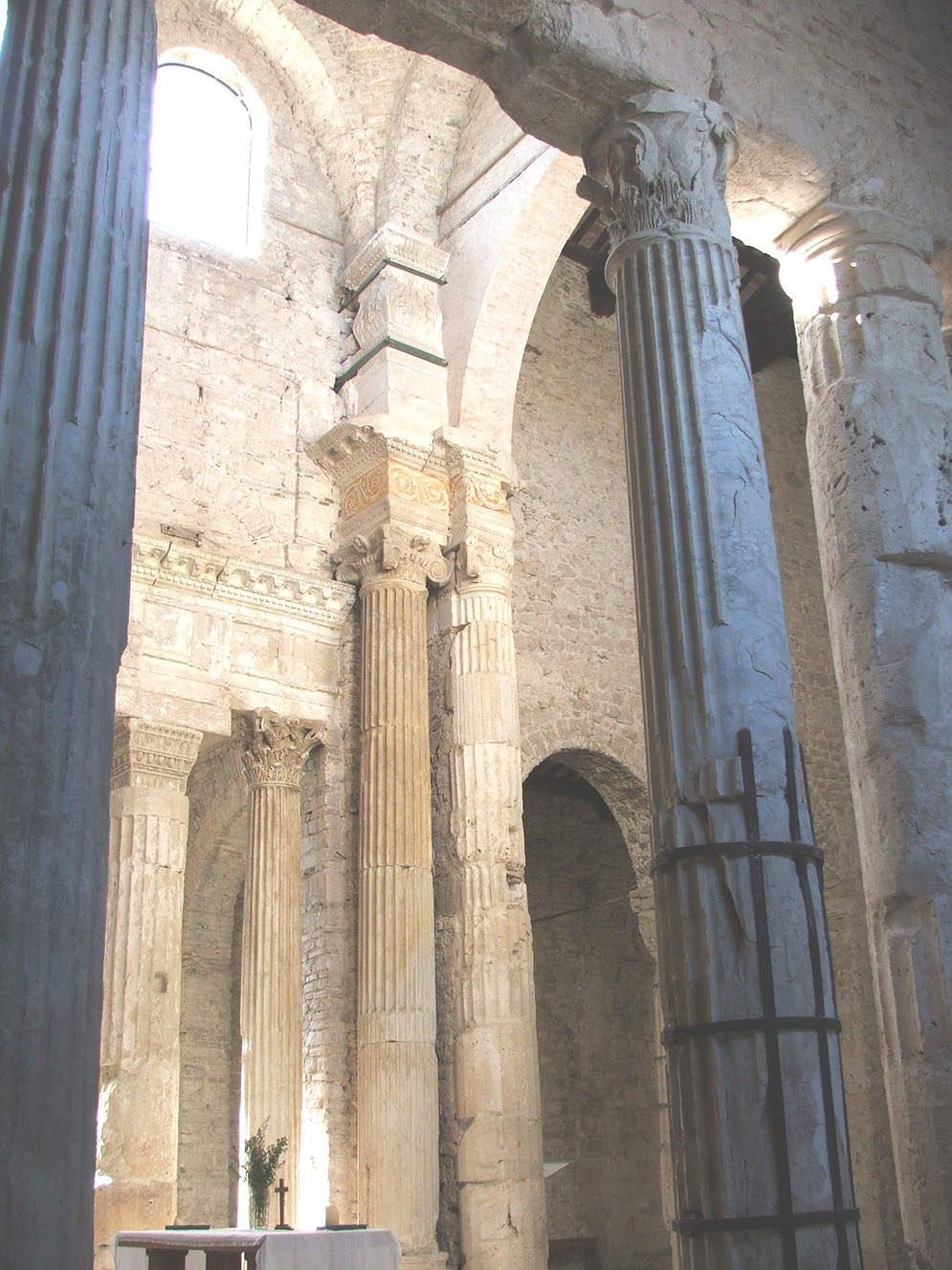
Interno di San Salvatore a Spoleto

In Italia, sebbene il passaggio politico dai regni barbarici all'Impero fu piuttosto repentino, non furono altrettanto veloci i cambiamenti in campo artistico, anzi l'interazione tra nuovo e consolidato fu graduale, anche perché la nuova classe regnante usava gli stessi maestri artefici.
In Italia era sempre rimasto vivo un certo retaggio dell'antichità e già nell'VIII secolo si assiste a un crescente riuso di materiali architettonici romani (colonne, capitelli...) e dei modelli architettonici correlati, ma non si raggiunse mai un cosciente e sistematico recupero dell'antico come nei grandi centri e nelle abbazie tedesche.
Tra le opere di questo periodo nel quale si nota un recupero dei modelli classici restano il monastero di San Zeno a Bardolino, dove si trova una cupola impostata su colonne intuitivamente ispirate allo stile ionico tramite il disegno a rilievo di volute (seconda metà del IX secolo), o il Sacello di San Satiro a Milano, edificato verso l'876 per il vescovo Ansperto, dove venne ricreato un gioco di pieni e vuoti dati dalle numerose nicchie impostate sulla pianta centrale, che ricordano i complessi termali romani tardo-antichi. La chiesa di San Salvatore a Spoleto rappresenta forse il miglior risultato del IX secolo in quanto a riproduzione di modelli stilistici antichi: la monumentale struttura architettonica è sapientemente organizzata tramite materiale di spoglio, tra le quali le maestose colonne corinzie, con tanto di trabeazione.

### Roma

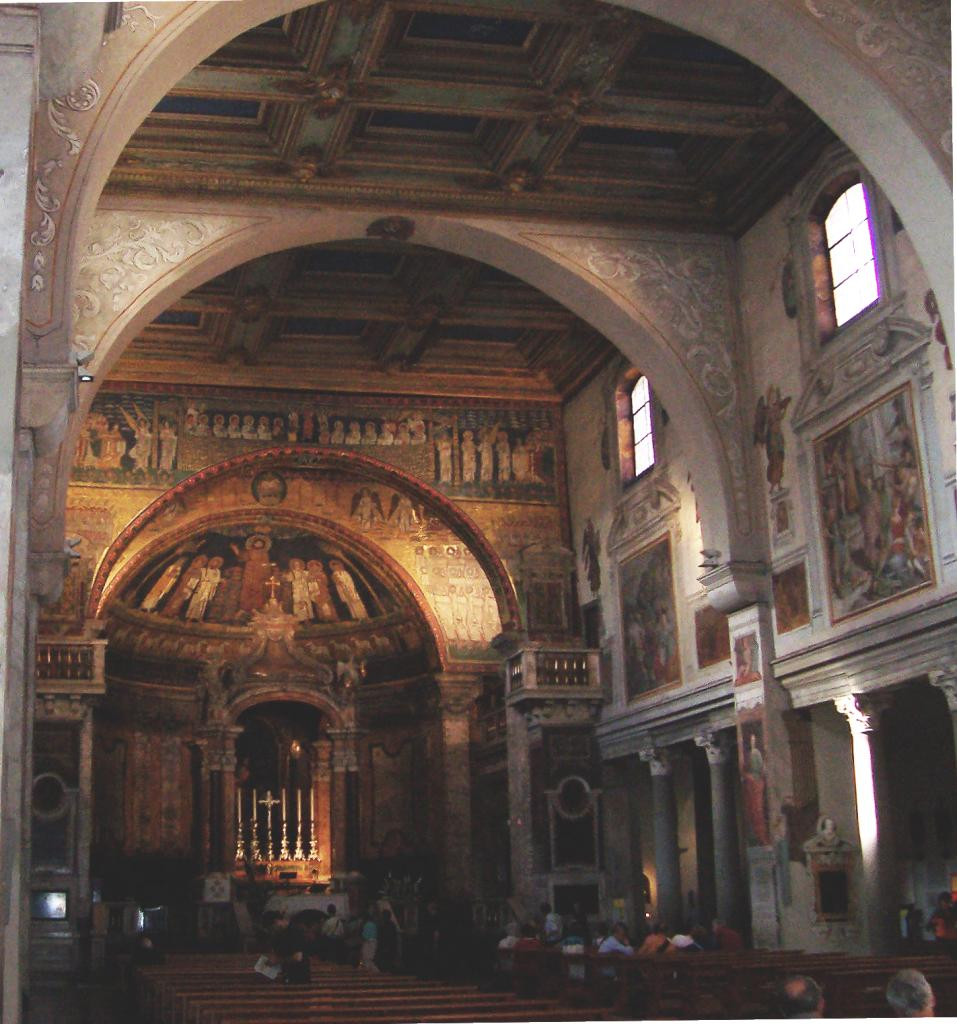
Interno di Santa Prassede, Roma

A Roma, soprattutto dopo l'incoronazione imperiale della notte di Natale dell'800, viene meno l'influenza bizantina, per ritrovare le proprie radici "occidentali" nei programmi culturali dell'Impero. L'attività di Carlo Magno e dei suoi successori viaggiò comunque su binari separati rispetto alle iniziative artistiche promosse per esempio da Papa Pasquale I (pontefice dall'827 all'834).
Si ebbe una riscoperta dei modelli paleocristiani, con la fondazione di una basilica monumentale, la prima dai tempi di Santa Sabina (V secolo), la basilica di Santa Prassede. Ispirata alla basilica Vaticana, con un primo "revival" del transetto, mostra un senso spaziale di ampio respiro. Il sacello di San Zenone, nella stessa basilica, segnò il recupero della tecnica musiva, fortemente voluto dallo stesso papa: risalgono a questo periodo anche i mosaici nell'abside e nell'arcone di Santa Prassede stessa, oltre ad opere analoghe in Santa Cecilia in Trastevere, in Santa Maria in Domnica e gli affreschi nella basilica inferiore di San Clemente.
Le caratteristiche di queste raffigurazioni è un ritorno all'uso di ricchi colori, dopo che il mosaico nei secoli precedenti si era ridotto ad usare anche semplici sassolini colorati, che sacrificano ulteriormente, pur di ottenere vivaci accostamenti ed equilibrate aree di colore, la stesura di ombre e quindi la resa delle forme, ormai più appiattite e convenzionali rispetto, per esempio, ai precedenti mosaici della basilica dei Santi Cosma e Damiano (fine del IV, inizio del V secolo).

## Pittura
Quasi la totalità della pittura monumentale legata alla committenza imperiale o comunque di alto livello è stata persa, per cui i rarissimi esempi di opere rimaste rivestono una grande importanza.

### Saint-Germain d'Auxerre
Tra questi, uno dei più interessanti, è rappresentato dagli affreschi della cripta di Saint Germain d'Auxerre, in Francia, databili tra l'847 e l'857 e riscoperti solo nel 1927. Le pareti sono trattate con decorazioni di finti elementi architettonici (volte a crociera, fregi e altro), all'interno dei quali sono disegnate alcune lunette istoriate con scene di santi. Una riporta la Lapidazione di santo Stefano ed è interessante come il pittore sia attento alla dinamica delle figure, ritraendo con verosimiglianza i gesti e le espressioni facciali, ma lasci lo sfondo vagamente indeterminato, con una chiesa dalla quale esce il santo incongruente per dimensioni (la porta arriva appena alla vita dei personaggi) e per prospettiva (un po' frontale e un po' "a volo d'uccello").

### Area alpina
Altre testimonianze del periodo carolingio si trovano concentrate nell'arco alpino centro-orientale, dove furono fondati molti monasteri a sorvegliare le vie transalpine. A Müstair resta un ciclo di affreschi con Storie dell'Antico e Nuovo Testamento, dell'830 circa, nella chiesa di San Giovanni, molto danneggiato e giudicabile solo nell'insieme. Una delle scene più integre è la Guarigione dell'emorroissa, dove si nota un tratto rapido, con pochi colori, che sovrappone le campiture ritoccando poi con lumeggiature, le quali oggi sono quasi completamente invisibili. La tecnica e lo stile rimandano agli affreschi della chiesa di Santa Maria Foris Portas a Castelseprio, in Lombardia (si veda il prossimo paragrafo), per cui è pensato che a Müstair avesse lavorato un maestro lombardo o che comunque aveva conoscenza diretta delle esperienze pittoriche in tale regione.
Meglio conservati sono gli affreschi nell'abside della chiesa di San Benedetto a Malles, con due ritratti idealizzati dei fondatori della chiesa, un tempo incorniciati da stucchi oggi perduti.
Nella chiesa di San Procolo a Naturno restano alcuni affreschi sempre del IX secolo dal linearismo bidimensionale, che ricordano la sintesi di alcuni scriptoria di miniatura, come Kremsmünster e Salisburgo, oppure la scultura longobarda del secolo precedente, come l'altare del Duca Ratchis di Cividale.

### Castelseprio
Resta enigmatica l'attribuzione al periodo carolingio di un ciclo di importantissimi affreschi ritrovati nella chiesa di Santa Maria foris portas a Castelseprio nel 1944; la chiesa ed il territorio circostante pare fossero appartenuti a Leone di Seprio, conte di Milano, e poi di suo figlio Giovanni il quale aveva dei contatti con la corte imperiale di Ludovico il Pio. Gli affreschi che risultano particolarmente danneggiati ci testimoniano però l'altissimo valore artistico del ciclo: nell'abside è raffigurato il Cristo Pantocratore, alla maniera bizantina, e il resto degli affreschi rappresentano scene della vita di Cristo, spesso desunte dai vangeli apocrifi come il protovangelo di Giacomo o pseudo Matteo; dall'eccezionale fluidità dei gesti dei personaggi, raffinatezza compositiva, gusto prospettico per lo sfondo, tali affreschi sono da considerarsi un unicum nel panorama pittorico di tutto l'Alto Medioevo. Riguardo allo stile lo studioso Kitzinger ha parlato, in relazione a tali affreschi, di bizantinismo e si è ipotizzato che l'autore del ciclo fosse un artista orientale in fuga dall'oriente, ipotesi non del tutto azzardata poiché se prendiamo buona la datazione carolingia dobbiamo tener presente che l'oriente costantinopolitano era a quel tempo lacerato al suo interno dall'iconoclastia; pertanto l'attenzione per il tema dell'incarnazione di Cristo, insita nelle scene neotestamentarie a Santa Maria foris portas sarebbe ampiamente giustificata.
Similmente a quanto avviene per gli affreschi di Castelseprio, si discute se considerare la decorazione architettonica della chiesa di Santa Maria in Valle a Cividale del Friuli ancora come frutto della cultura artistica longobarda oppure carolingia; va comunque ribadito come quell'area (ed in generale tutta la Langobardia Maior) era stata valicata già una prima volta dai Franchi sotto Pipino il Breve (chiamati da Papa Stefano II) come preludio alla definitiva conquista carolingia nel 774 ad opera di Carlo Magno.

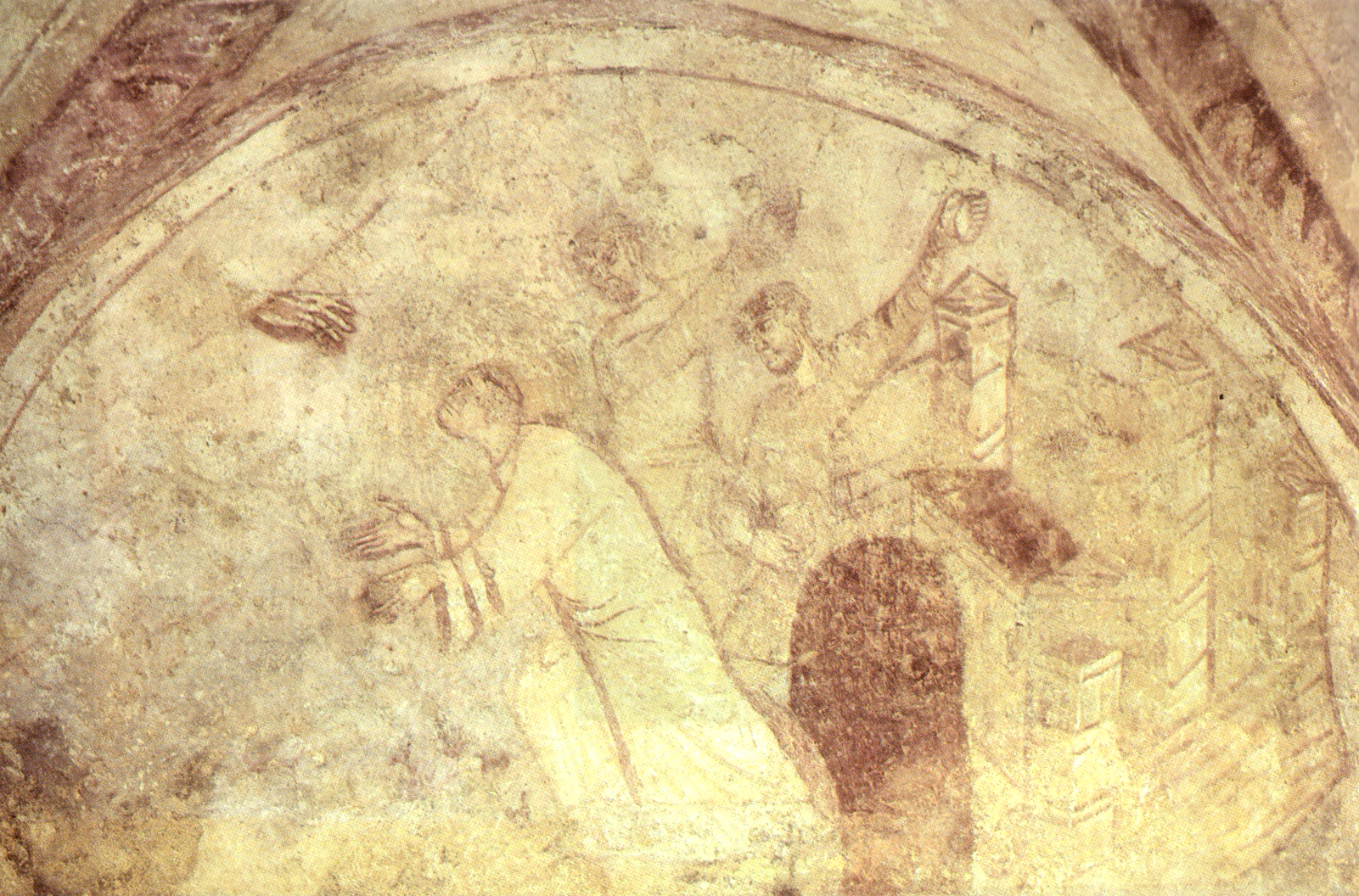
Auxerre, cripta di Saint-Germain, Lapidazione di Santo Stefano, 841-857
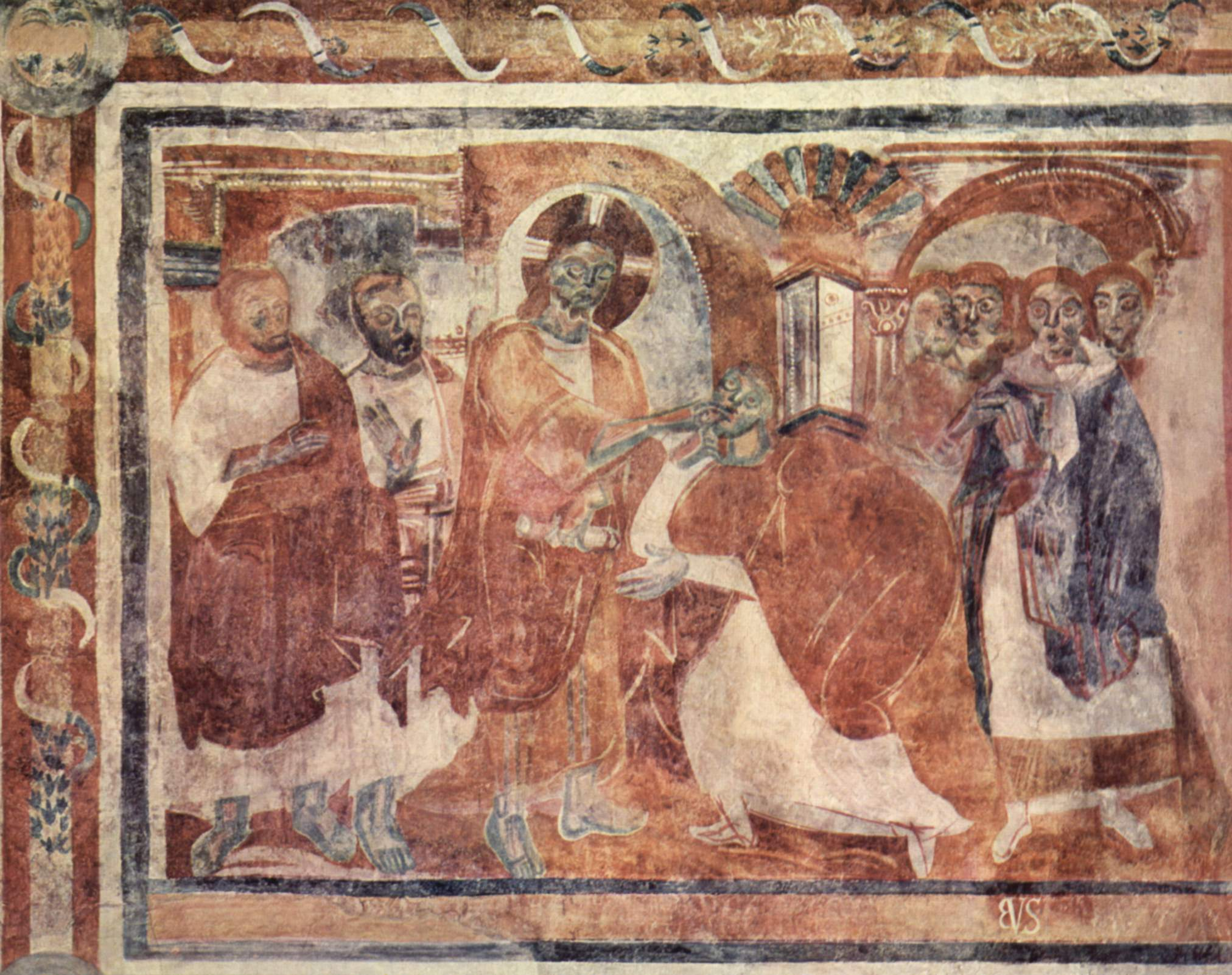
Müstair, chiesa di San Giovanni, Guarigione dell'emorroissa, 830 circa
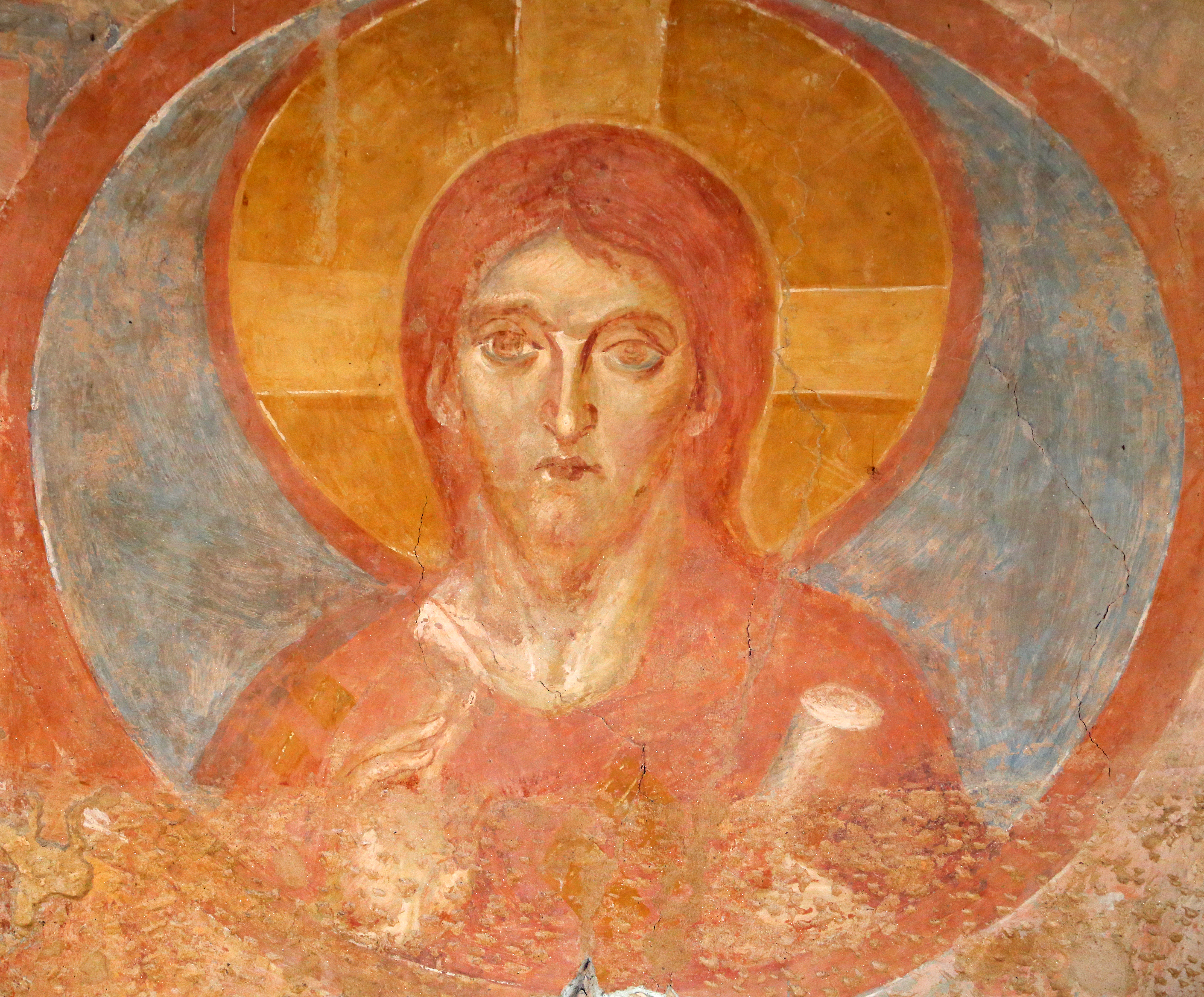
Clipeo con il Cristo benedicente

## Miniatura
Se le opere di pittura murale carolinge sono molto scarse, ci sono pervenuti numerosi e splendidi manoscritti miniati dell'epoca, che testimoniano la vitalità artistica dell'epoca nelle arti pittoriche.
Il libro rivestì un'importanza fondamentale nell'organizzazione dell'Impero, essendo veicolo delle leggi scritte e del recupero del sapere antico. Per questo gli imperatori stessi furono grandi committenti di opere librarie, che in questo periodo raggiunsero un vertice per qualità e rilevanza, con una svolta stilistica rispetto all'VIII secolo.
Una prima fase riguardò il monastero di Corbie, a nord di Parigi, in Piccardia, nel quale si iniziarono a produrre codici (come il Salterio di Corbie, della Biblioteca municipale di Amiens) caratterizzati da una equilibrata sintesi tra testo e immagini, derivata dalla scuola irlandese, con iniziali ornate da personaggi e mostri fantastici. Una seconda fase si registrò con la committenza di Ludovico il Pio, tramite la quale per la prima volta si cercò di penetrare l'arte antica anche riproducendone i caratteri stilistici. Ne sono un esempio gli Evangeli dell'Incoronazione (inizio del IX secolo). Una terza fase è rappresentata da un gruppo di codici provenienti forse dalla scuola di Reims (vangeli di Ebbone, ante 823, e il Salterio di Utrecht), dove si riscontra un'innovativa vitalità espressiva, come per esempio nelle vivide figurette dei codici di Ebbone (cacciatori, letterati, scalpellini, animali simbolici, piante, ecc) o nelle scenette del Salterio di Utrecht, dallo stile narrativo efficace.

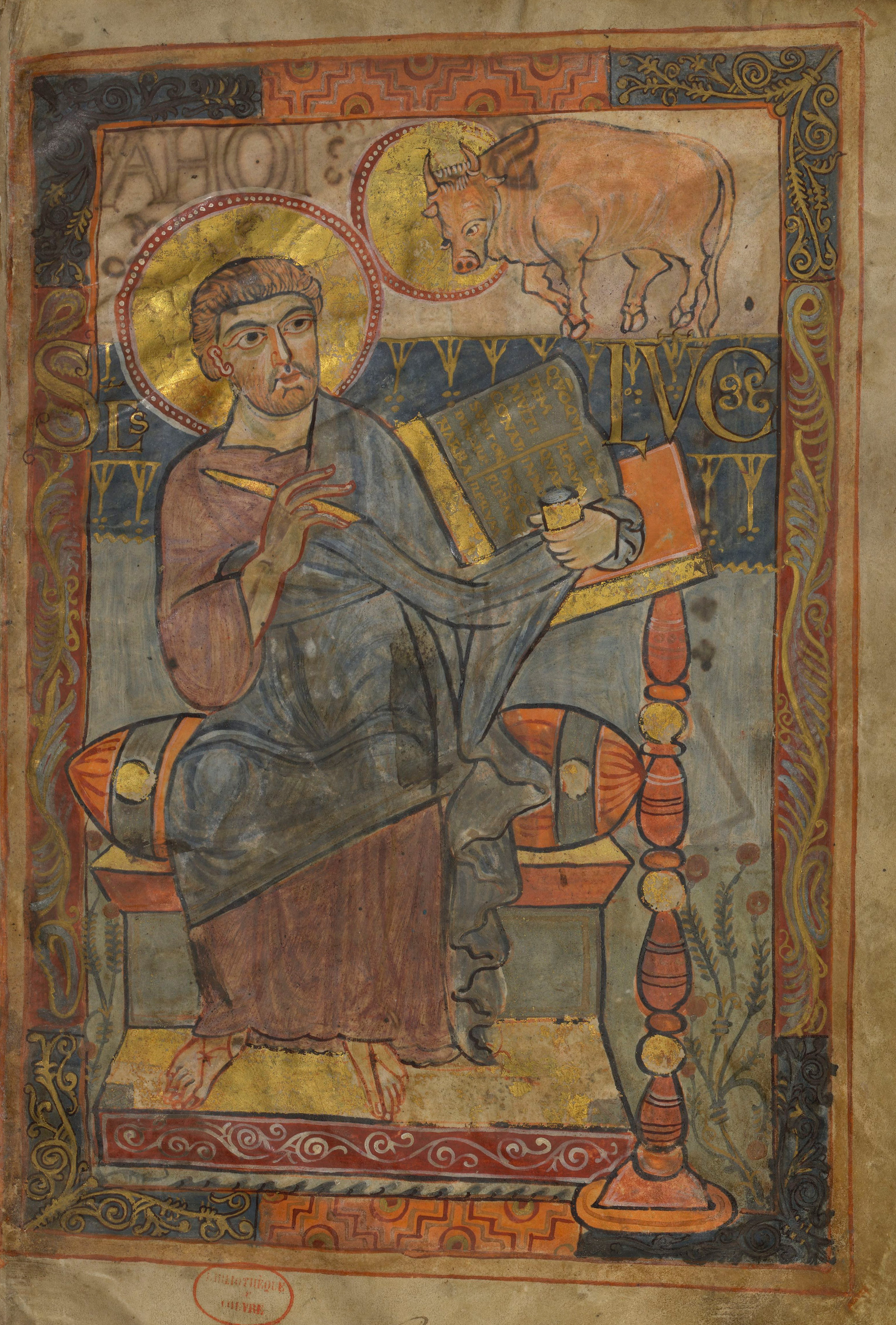
Evangeliario di Godescalco, San Luca
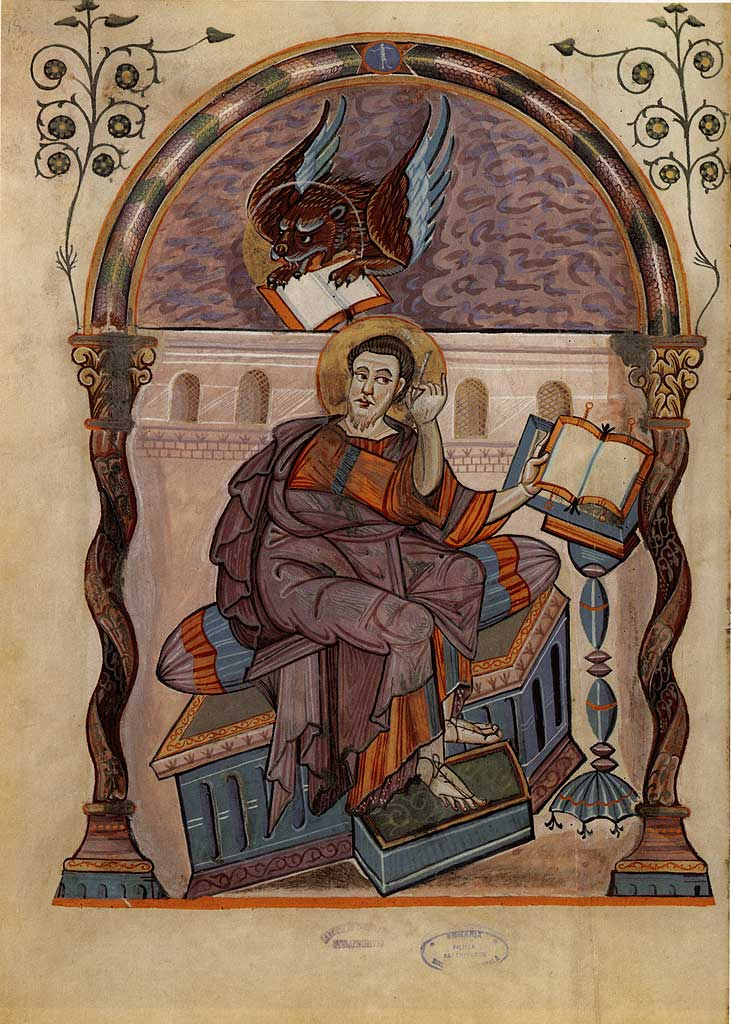
Evangeliario di Lorsch, San Marco
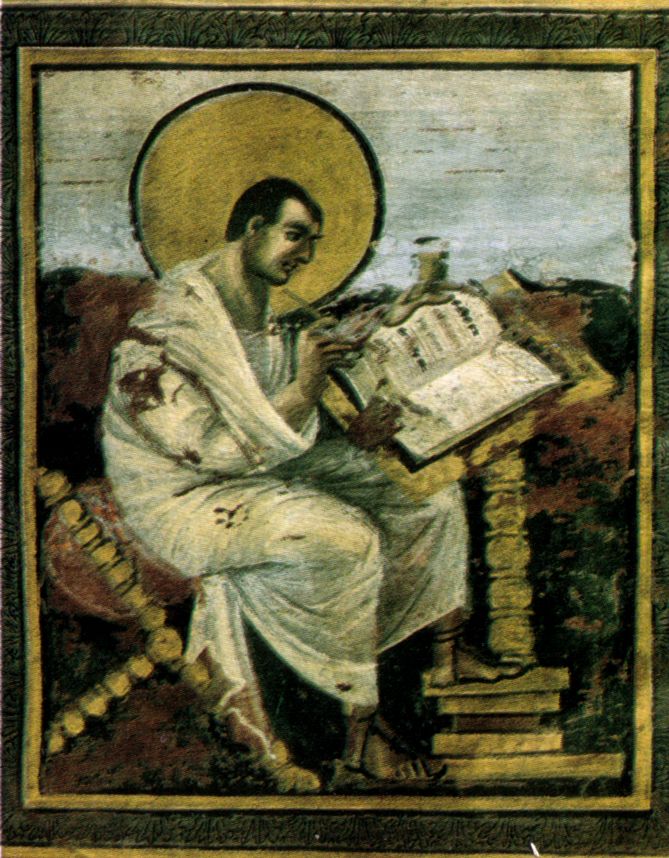
Evangeliario dell'Incoronazione, San Matteo
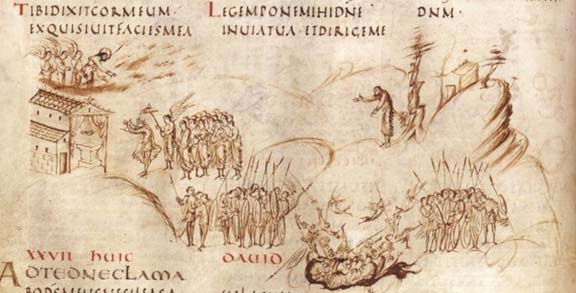
Salterio di Utrecht, foglio 15 verso

## Scultura e arti suntuarie

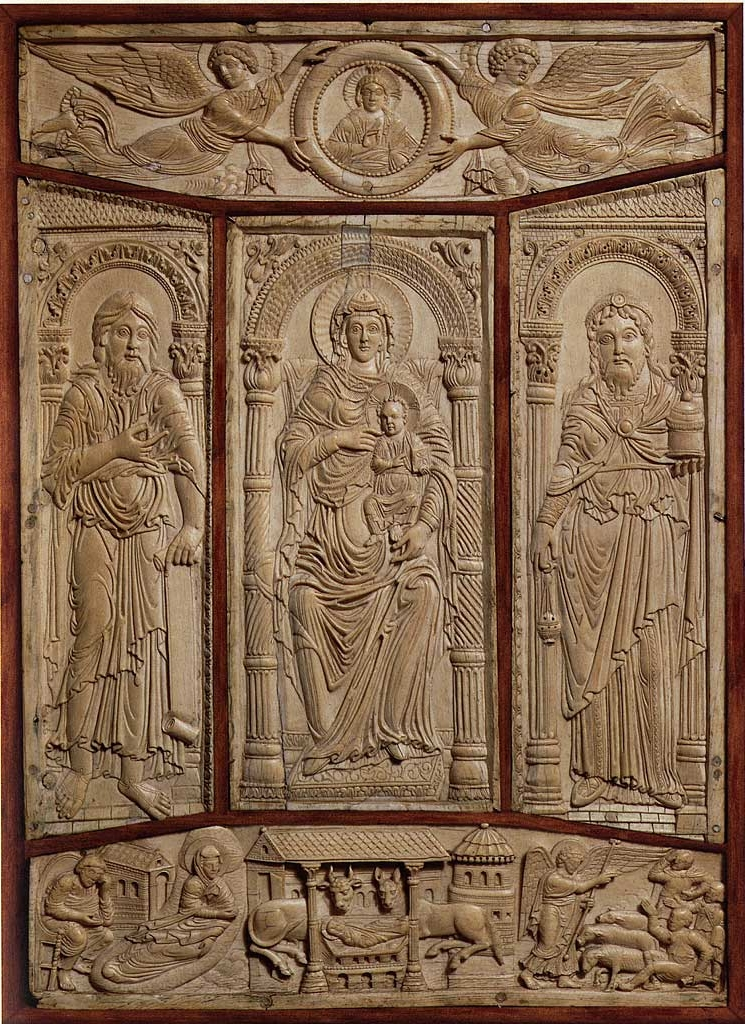
Copertina dell'Evangeliario di Lorsch, 810 circa, 27,50x37,70 cm, British Museum, Londra

Per quanto riguarda la scultura, oltre all'evoluzione dei modelli merovingi e antichi, come nel caso dei capitelli, dei fregi, degli amboni, primeggiò lo stucco, testimoniato in vari decorazioni resistite nei secoli a Germigny e a Brescia. Il bronzo, la cui officina più famosa fu quella di Aquisgrana, venne frequentemente utilizzato per le statue equestri e altri soggetti.
Anche la produzione di oreficerie e di oggetti preziosi in genere ebbe un picco durante la "rinascenza carolingia", grazie anche alle immense ricchezze accumulate nelle vittoriose campagne militari: solo dagli Avari nel 795 erano stati saccheggiati cinquanta carri colmi d'oro e argento. Le opere di alta oreficeria venivano spesso donate a basiliche, abbazie e cattedrali ai sovrani stessi.
Il prezioso avorio veniva intagliato con grande maestria per polittici o placche da applicare a libri preziosi o ad altri oggetti. Per esempio Carlo Magno stesso regalò a Leone III delle placche per adornare la cattedra di San Pietro dopo l'incoronazione dell'800.
Nel caso di copertine per libri, queste erano prodotte negli stessi monasteri dove si trovavano gli scriptoria per la miniatura, e avevano caratteri iconografici e stilistici vicini a quelli delle miniature stesse. Queste opere avevano una funzione anche illustrativa, essendo mostrate durante le ostensioni dei libri sacri al popolo, come si faceva con i reliquiari. Restano tra i capolavori di quel periodo le due copertine dell'Evangeliario di Lorsch (oggi una al British Museum ed una ai Musei Vaticani), dell'810 circa, che presentano affinità con le placche della cattedra di Massimiano a Ravenna, o la coperta del salterio dell'epoca di Carlo il Calvo, oggi a Zurigo allo Schweizerisches Landesmuseum (870 circa), dovuta ad un atelier noto come Gruppo di Liutardo, nella cui attività si individua uno dei vertici dell'arte carolingia. In quest'opera si raggiunse nell'intaglio dell'avorio la morbidezza e rotondità della cera molle, con una vivacità delle scene che ricorda la scuola di Reims, con il dinamismo del Salterio di Utrecht.
Nel Flabello di Tournus (ventaglio liturgico della metà del IX secolo, conservato al Bargello di Firenze) si trova un gusto più aulico, con scene delle Egloghe di Virgilio, che richiamano le contemporanee miniature delle Bibbie.
In età carolingia rifiorì anche la glittica e in particolare la lavorazione del cristallo di rocca, arte, in occidente, pressoché abbandonata con la scomparsa del mondo romano. 
Anche in questo campo si raggiunsero risultati estetici del massimo rilievo come testimonia una delle opere più celebri realizzate nell'ambito di questa tecnica in epoca carolingia: il Cristallo con storie della vita di Santa Susanna (British Museum), datato al tempo di re Lotario II.
La qualità della lavorazione è altissima, degna di essere accostata ai capolavori della glittica classica, ed è rimarchevole anche la dimensione del cristallo (18,6 cm di diametro), che dimostra l'abilità tecnica raggiunta dagli artisti che lo realizzarono.
Per quanto riguarda l'oreficeria, un capolavoro assoluto è l'altare di Sant'Ambrogio, conservato magnificamente intatto presso la basilica di Milano, fatto per il vescovo Angilberto II da Vuolvino faber. Altre opere di massimo rilievo sono la Coperta del Codice Aureo di Monaco di Baviera (Bayerische Staatsbibliothek, 870 circa) o il cosiddetto Ciborio di Arnolfo (Monaco, Tesoro della Münchner Residenz, stesso periodo), decorati con uno stile repentino e "nervoso", ancora collegabile con la scuola di Reims, con numerose linee spezzate che rifrangono la luce sull'oro e creano un effetto scintillante.
Nel museo di Santa Giulia a Brescia si conservano invece due rari esemplari di arte decorativa in stucco di età carolingia, due altorilievi con una Madonna col Bambino databili alla prima metà del IX secolo, mentre un rarissimo esempio di arredo (la sella plicatilis) in ferro rivestito di agemina di argento e rame dorato venne rinvenuto a Pavia.

### Bibliografiche
1. ↑  Petrucci 1993.
2. ↑  "Le Muse", De Agostini, Novara, 1965, Vol. III, pag.99-106
3. ↑   Scheda del cristallo sul sito del British Museum di Londra (archiviato dall'url originale il 9 gennaio 2014).
4. ↑  Ragni, Morandini, Tabaglio, Leonardis, p. 12